# Emmie Charayron
Emmie Charayron (ur. 17 stycznia 1990 w Lyonie) – francuska triathlonistka.
Profesjonalna triathlonistka startująca w zawodach ITU od 2006. Mistrzyni Europy Juniorów z 2008 i 2009. 26. zawodniczka elity Mistrzostw Świata ITU w 2010. Podczas cyklu mistrzostw w Madrycie stanęła na podium, zajmując drugie miejsce. 18. zawodniczka letnich Igrzyskach Olimpijskich 2012.